# Mycetophila hermani
Mycetophila hermani är en tvåvingeart som beskrevs av Duret 1985. Mycetophila hermani ingår i släktet Mycetophila och familjen svampmyggor. Inga underarter finns listade i Catalogue of Life.